# Крыштоповка (Черкасская область)
Крыштоповка (укр. Криштопівка) — село в Драбовском районе Черкасской области Украины.
Почтовый индекс — 19830. Телефонный код — 4738.

## Население
Население по переписи 2001 года составляло 387 человек.

### Языковой состав
Родной язык населения по данным переписи 2001 года:
| Язык       | Численность, чел. | Доля     |
| ---------- | ----------------- | -------- |
| Украинский | 365               | 94,32 %  |
| Русский    | 4                 | 1,03 %   |
| Другое     | 18                | 4,65 %   |
| Итого      | 387               | 100,00 % |

## Местный совет
19830, Черкасская обл., Драбовский р-н, с. Крыштоповка, ул. Октябрьская, 7